# Premio San Marco
Il premio San Marco è stato uno dei premi istituiti dalla Mostra internazionale d'arte cinematografica di Venezia, accanto ai già noti Leone d'Oro (per il miglior film ed alla carriera) e coppa Volpi (per la miglior interpretazione maschile e femminile).
Il premio, in vigore nelle sole edizioni del 2002 e del 2003 della mostra veneziana, era destinato al film vincitore della sezione "Controcorrente", caratterizzata dalla presentazione di film di particolare vitalità ed originalità, soprattutto di registi giovani ed emergenti.

## Albo d'oro
- 2002: Xiǎochéng zhī chūn, regia di Tian Zhuangzhuang[1]
  - Menzione speciale: Public Toilet (Hwajangshil eodieyo?), regia di Fruit Chan[1]
- 2003: Vodka Lemon, regia di Hiner Saleem[2]